# Roberta (película)
Roberta es una película dirigida por William A. Seiter y producida por Pandro S. Berman en 1935, y protagonizada por Irene Dunne, Fred Astaire, Ginger Rogers y Randolph Scott. Esta fue una de las primeras películas en las que actuaba la famosa pareja de bailarines Fred-Ginger, tras Volando a Río y La alegre divorciada.
La película también es recordada por incluir la canción Lovely to Look At interpretada por Irene Dunne, que fue nominada al premio Óscar a la mejor canción original de dicho año 1935, premio que finalmente le fue otorgado a la canción Lullaby of Broadway de la película Gold Diggers of 1935.